# Зун-Торей
Зун-Торѐй е солено безотточно езеро в Русия, южната част на Забайкалски край. С площ от 302 km² е 2-рото по големина езеро в Забайкалски край след езерото Барун-Торей и 41-во по големина в Русия.
Езерото Зун-Торей е разположено в пределите на Торейската падина, на 596 m н.в. Заедно с лежащото западно от него езеро Барун-Торей са остатъци от голямо езеро, заемало почти цялата площ на Торей-Борзинския вододел преди около 1 – 2 млн. години, като нивото му е било на 60 – 65 m над сегашното равнище. Това голямо езеро е било със сравнително малка продължителност и с течение на времето постепенно е намалявало размерите си. В началото на средния кватернер левите брегове на близко течащата река Онон са се повишили, оттокът на езерото кам реката се е прекъснал и са възникнали съвременните Торейски езера. Въпреки това през последния период на кватернера те продължавали да се оттичат Онон, но не директно, а чрез нейния десен приток река Борзя. С настъпването на засушливи години нивото на езерото рязко се понижава. Разположено западно от него голямо, но плитко езеро Барун-Торей бързо пресъхва. През ХХ век двете Торейски езера са пресъхвали четири пъти, но ако Барун-Торей е пресъхвал напълно, то езерото Зун-Торей е съхранявало част от своята акватория и се е превръщало в малки отделни езера. Последното пресъхване на езерата се е наблюдавало в началото на 2010 г., когато Зун-Торей, за разлика от Барун-Торей е съхранил значителна част от водното си огледало.
Площта на водното огледало е непостоянна и се изменя в зависимост от постъпващите в него води. През влажни години площта му се увеличава и залива големи територии, а през сухи – почти напълно пресъхва. Цикличността на водния му режим в значителна степен се обуславя от климата на Даурия, където се наблюдават 30 – 35 летни климатични цикъла, по време на които сухият период се сменя с влажен. Според данните представени за езерото в години на по-голяма влажност нивото на водата е на 596 m н.в., а площта на водното огледало достига до 302 km2, обемът 1,62 km3, дължина 23 km, максимална ширина 13 km. То е плитко езеро със средна дълбочина от 1,5 – 1,6 m, а при високо ниво до 6,7 m в северната му част. При пълен обем Зун-Торей има овална форма, изключително слабо разчленена брегова линия и един остров, който при понижаване на нивото на водата се превръща в полуостров. Дъното му е плоско и покрито с тиня. Водата в езерото е мътна, със сиво-бял цвят и малка прозрачност – от 5 до 10 см. Тя се отнася към хидрокарбонатно-хлоридния клас на натриевата група. Химическият ѝ състав силно се изменя в зависимост от нивото на езерото. Във влажни години водата е почти прясна с минерализация 1 – 1,5 г/л, а в сухи години концентрацията на сол се увеличава и минерализацията достига до 10 – 17 г/л и повече.
Водосборният басейн на езерото Зун-Торей е 25 700 km2, като основната част от него се намира на монголска територия. Практически в него не се вливат никакви реки. То се подхранва от подпочвени води и периодически се свързва с езерото Барун-Торей, което се намира на 2 m по-високо от него. При ниво на водата от 596,1 m в Барун-Торей двете езера се съединяват чрез два къси (200 – 300 m) протока и водата прелива в Зун-Торей. Един от протоците, Утича, действа и при малко по-ниски нива. След изравняване на нивата в двете езера направленията на течението на водата в протоците зависи от посоката на вятъра и други фактори.
На южния бряг на езерото е разположено единственото постоянно населено място – село Хара-Турум.
Езерото Зун-Торей, заедно с другите Торейски езера се намират в международния руско-монголско-китайски („Даурски“, „Монгол Дагуур“ и „Долина Дзерен“) биосферен резерват, който е номиниран за включване в списъка със защитените природни обекти на ЮНЕСКО.

## Топографски карти
- Лист от карта M-50-XIV Ниж. Цасучей. Мащаб: 1 : 200 000. Указать дату выпуска/состояния местности.
- Лист от карта M-50-XX Соловьевск. Мащаб: 1 : 200 000. Указать дату выпуска/состояния местности.